# Гликсберг, Хаим
Хаим Гликсберг (ивр. חיים גליקסברג‎; 1904, Пинск — 1970, Тель-Авив) — израильский художник, педагог и общественный деятель. Жил и работал в Тель-Авиве. Награждён премией Дизенгофа (1937, 1956).

## Ранняя жизнь и учёба
Хаим Гликсберг родился в Пинске, тогда Российская империя, в семье раввина Шимона Яакова Гликсберга и Ципы Мейты, дочери раввина Мордехая Довида Альперта. Когда ему было два года, его семья переехала в Одессу. Он посещал хедер и одесскую ешиву, где познакомился с будущим художником Исааком Френкелем.
В 1918 году учился в художественной школе Юлия Бершадского в Одессе. В начале 1920-х годов побывал в Москве, где познакомился с работами Поля Сезанна и других постимпрессионистов, творчество которых оказало на него большое влияние. С 1920 по 1924 год продолжил обучение в Одесском художественном училище у Бершадского, а также у Тита Дворникова и Кириака Костанди.

## Жизнь и работа в Израиле
Прибыв в Эрец Исраэль в 1925 году, он направился в Иерусалим. Зарабатывал на хлеб на тяжёлых работах (асфальтирование дорог), потом работал в школе Бецалель.
В 1927 году состоялась его первая выставка под эгидой «Ассоциации еврейских художников Эрец-Исраэль».
В 1929 году переехал в Тель-Авив, где преподавал и содержал студию. Писал натюрморты, портреты и пейзажи, сочетая местный колорит с с техникой Парижской школы и русским лиризмом.
В 1930 году провел персональную выставку в «театре Охель», которую открыл речью Хаим Нахман Бялик.
Гликсберг был не только портретистом и художником (см. работы художника), глубоко проникавшим в души своих героев, но и одаренным писателем и ценителем музыки. Поэт Хаим Нахман Бялик, редактор Альтер Друянов и Гершон Шофман были поклонниками его таланта. Хаим Бялик ему часто позировал (семь портретов в летней и зимней одежде, с тростью, сумочкой и широкополой шляпой). Записи разговоров Хаима Гликсберга, которые он вел с Бяликом во время заседаний, были собраны в книгу под названием «Бялик изо дня в день».
Гликсберг был приглашен в состав музейного комитета Тель-Авива, представляющего художников и скульпторов. В 1934 году Гликсберг вошел в число основателей Ассоциации живописцев и скульпторов Эрец-Исраэль.

## Награды и наследие
Премия Дизенгофа (1937, 1956).
После его смерти его именем была названа улица в Тель-Авиве.

## Литературные труды
- книга мемуаров «Сокровище в сердце»[2]
- книга «Бялик изо дня в день»[4][8]